# Sant Pere del Soler d'Avall
Sant Pere del Soler d'Avall era l'església del veïnat desaparegut del Soler d'Avall, del terme comunal del Soler, a la comarca del Rosselló (Catalunya del Nord).
Estava situada en el veïnat del Soler d'Avall, en el lloc ara conegut com a Cases de Sant Pere, a l'indret de les Capelles, o la Capella.

## Història
Citada el 1026, aquesta església serví de parròquia al Soler d'Avall i al poble de Santa Eugènia, un cop desapareguda l'església de Santa Eugènia de la Riba.

## L'edifici
Actualment no queda cap rastre d'aquesta església.